# Словацкая консервативная партия
Словацкая консервативная партия (словац.  Slovenská konzervatívna strana, сокращённо SKS), ранее известная как Сеть (словац.  Sieť, стилизована как #SIEŤ) — правоцентристская политическая партия, существовавшая в 2014—2022 годах в Словакии. Основана Радославом Прохазкой, бывшим членом Христианско-демократического движения (KDH).

## История
Партия под названием «Сеть» была основана Радославом Прохазкой в июне 2014 года, после президентских выборов в Словакии 2014 года. Опросы давали «Сети» более 10 %, и она должна была стать второй после Курс — СД и главной правоцентристской партией по итогам парламентских выборов 2016 года. Но фактически партия получила лишь 5,6 % голосов и 10 мест на выборах. Низкая поддержка «Сети» была одной из многих сюрпризов выборов. «Сеть» стала частью правящей коалиции под руководством Курс — СД, что привело к расколу партии и ещё одной потере поддержки и уходу членов, в том числе трёх депутатов. Рейтинг партии в социологических опросах снизился до 1 %. В августе 2016 года Прохазку на посту главы партии сменил Роман Брецели. 5 депутатов под руководством Андрея Грнчяра покинули партию с намерением присоединиться к партии «Мост». В результате в «Сети» осталось только 2 члена парламента.
Премьер-министр Словакии Роберт Фицо 19 августа 2016 года заявил, что министры «Сети» подадут в отставку, а она сама будет интегрирована в одну из других партий коалиции. В январе 2017 года «Сеть» объявила о том, что будет интегрирована в Европейскую демократическую партию. Интеграция должна была состояться весной 2017 года.
Когда Радослав Прохазка решил отказаться от своего места, «Сеть» потеряла ещё одного депутата. Прохазка был заменён на Зузану Сименову, которая решила быть независимой. 3 мая 2017 года «Сеть» потеряла свой последний мандат.
Роман Брецели подал в отставку с поста лидера партии 10 мая 2017 года. Марек Чепко стал исполняющим обязанности лидера. 10 сентября 2017 года Иван Зузула избран новым руководителем.
В июне 2018 года «Сеть» объявила о том, что будет переименована в «Словацкую консервативную партию». Название было изменено 4 июля 2018 года.
В июле 2021 года SKS подписала меморандум о присоединении к Христианско-демократическому движению. На тот момент в Словацкой консервативной партии было несколько сотен членов, от 40 до 50 активных. Веб-сайт партии не работал с февраля 2022 года.

## Лидеры партии
- Радослав Прохазка (2014–2016)
- Роман Брецели (2016–2017)
- Иван Зузула (с 2017)